# John LeClair
John Clark LeClair (* 5. Juli 1969 in St. Albans, Vermont) ist ein ehemaliger US-amerikanischer Eishockeyspieler, der im Verlauf seiner aktiven Karriere zwischen 1987 und 2006 unter anderem für die Canadiens de Montréal, Philadelphia Flyers und Pittsburgh Penguins in der National Hockey League auf der Position des linken Flügelstürmers bestritten hat. LeClair, der zu den erfolgreichsten US-amerikanischen Spielern der späten 1990er- und frühen 2000er-Jahre gehört und Mitglied der United States Hockey Hall of Fame ist, gewann im Jahr 1993 mit den Canadiens de Montréal den Stanley Cup und siegte mit der Nationalmannschaft der Vereinigten Staaten beim World Cup of Hockey 1996.

## Karriere
John LeClair wurde im NHL Entry Draft 1987 von den Canadiens de Montréal in der zweiten Runde an Position 33 ausgewählt. Im Sommer 1987 begann er sein Studium an der University of Vermont, bei denen er auch im Eishockeyteam spielte. Während der Saison 1990/91 schloss LeClair sein Studium ab und absolvierte einige Spiele in der National Hockey League für die Canadiens de Montréal.
Ab dem Herbst 1991 gehörte der US-Amerikaner zum festen Kader der Habs und gewann mit ihnen in der Saison 1992/93 den Stanley Cup. LeClair selbst war es, der im entscheidenden Spiel in der Verlängerung den Siegtreffer erzielte. Während der Saison 1994/95 wurde er zu den Philadelphia Flyers transferiert.
In Philadelphia gehörte er als linker Flügelstürmer zur „Legion of Doom-Line“ um Eric Lindros als Center und Mikael Renberg als rechter Flügelstürmer. Die Reihe war zum einen bekannt für ihre Scorer-Qualitäten, zum anderen für ihr hartes körperbetontes Spiel. 1996 wurde der Angreifer erstmals fürs NHL All-Star Game nominiert und erreichte in dieser Saison 97 Punkte, eine persönliche Bestleistung, die er im darauffolgenden Jahr erneut erzielte.

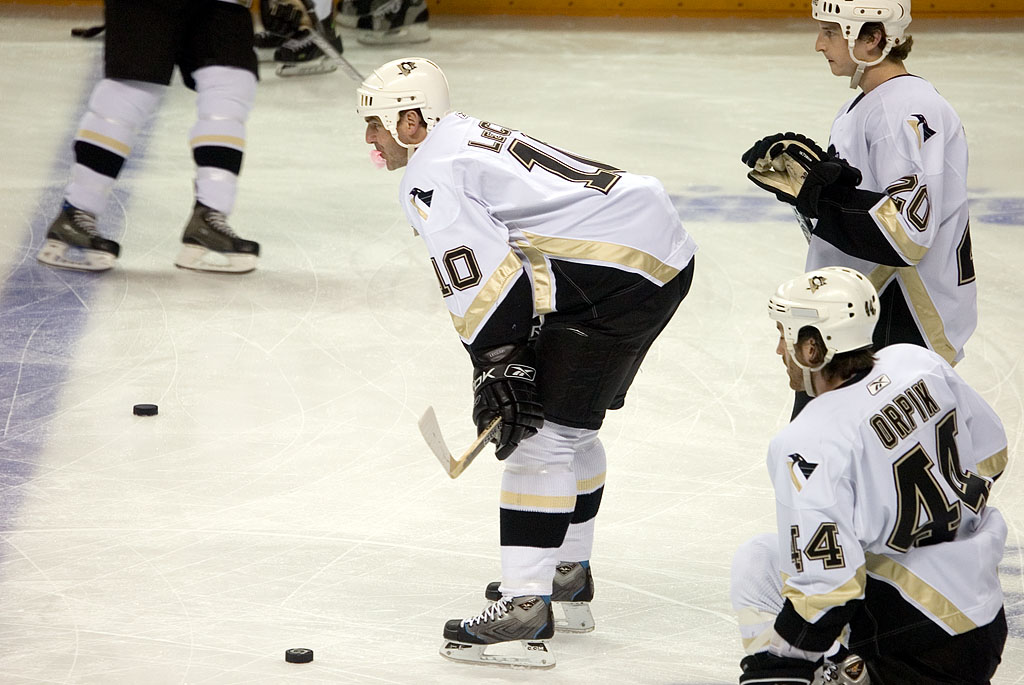
LeClair (links) im Trikot der Pittsburgh Penguins

Von 1995 bis 1998 erzielte der Außenstürmer in drei aufeinanderfolgenden Saisons je mindestens 50 Tore, eine Marke, die LeClair als erster US-Amerikaner schaffte. 2002 gehörte LeClair zum Team der USA, die bei den Olympischen Winterspielen in Salt Lake City die Silbermedaille gewannen. Mittlerweile konnte er nicht mehr die Leistungen der neunziger Jahre realisieren, doch mit Werten von über 50 Punkten pro Saison waren sie dennoch zufriedenstellend.
Im Sommer 2004 beendete er seine zehnte Saison in Philadelphia. Danach ruhte der Spielbetrieb für eine längere Zeit in der NHL, da sich die Teams, die Spielergewerkschaft National Hockey League Players’ Association und die Liga nicht über ein neues Collective Bargaining Agreement, eine Art Tarifvertrag, einigen konnten. Die Saison 2004/05 fiel deshalb aus, aber im Sommer 2005 fand man eine Einigung. Im neuen Tarifvertrag war auch eine Gehaltsobergrenze pro Team verankert, die dazu führte, dass sich mehrere Teams von Spielern trennen mussten, damit sie die Obergrenze nicht überschreiten. Einer dieser Spieler war John LeClair. Sein Vertrag wurde von den Flyers ausbezahlt und er musste sich ein neues Team suchen.
Im August 2005 unterschrieb er einen Zweijahresvertrag bei den Pittsburgh Penguins, nachdem man darauf spekuliert hatte, dass er zu den Boston Bruins gehen würde. Es wurde vermutet, dass LeClair's Freund und ehemaliger Mitspieler Mark Recchi ihn dazu überredet hatte mit ihm nach Pittsburgh zu gehen. Dort konnte er an die Leistungen der vergangenen Jahre anknüpfen und spielte eine solide Saison.
In der Saison 2006/07 konnte LeClair nicht die geforderte Leistung bringen, bekam nur wenig Eiszeit und wurde schließlich Ende November auf die Waiver-Liste gesetzt. Doch bis zum Stichtag 48 Stunden später wurde er von keinem Team unter Vertrag genommen und so schickten ihn die Pittsburgh Penguins zu ihrem Farmteam, die Wilkes-Barre/Scranton Penguins, in die American Hockey League. LeClair, der im Verlauf seiner Laufbahn in drei Saisons in der National Hockey League jeweils mindestens 50 Treffer verbucht hatte, weigerte sich in die Zweitklassigkeit zu gehen, weshalb ihm eine Suspendierung drohte. Man einigte sich schließlich am 14. Dezember 2006 darauf, dass sich die Penguins von LeClair trennen und das restliche Gehalt hinfällig wird.
John LeClair ist Präsident der John LeClair Foundation, die Organisationen in Vermont unterstützt, die sich für Kinder einsetzen.

## Erfolge und Auszeichnungen
| - 1988 ECAC All-Rookie Team - 1991 ECAC Second All-Star Team - 1993 Stanley-Cup-Gewinn mit den Canadiens de Montréal - 1995 NHL First All-Star Team - 1996 Teilnahme am NHL All-Star Game - 1996 NHL Second All-Star Team - 1997 Teilnahme am NHL All-Star Game - 1997 NHL Plus/Minus Award | - 1997 NHL Second All-Star Team - 1998 Teilnahme am NHL All-Star Game - 1998 NHL First All-Star Team - 1999 Teilnahme am NHL All-Star Game - 1999 NHL Plus/Minus Award - 1999 NHL Second All-Star Team - 2000 Teilnahme am NHL All-Star Game - 2009 Aufnahme in die United States Hockey Hall of Fame |

### International
| - 1996 Goldmedaille beim World Cup of Hockey - 1996 All-Star-Team des World Cup of Hockey - 2002 Silbermedaille bei den Olympischen Winterspielen | - 2002 Bester Torschütze der Olympischen Winterspiele - 2002 All-Star-Team der Olympischen Winterspiele |

## Rekorde
- Als erster US-Amerikaner in drei aufeinander folgenden Spielzeiten mindestens je 50 Tore erzielt (1995/96 - 51 Tore; 1996/97 - 50 Tore; 1997/98 - 51 Tore)

## Karrierestatistik

### International
Vertrat die USA bei:
| - Junioren-Weltmeisterschaft 1988 - Junioren-Weltmeisterschaft 1989 - World Cup of Hockey 1996 | - Olympischen Winterspielen 1998 - Olympischen Winterspielen 2002 |

(Legende zur Spielerstatistik: Sp oder GP = absolvierte Spiele; T oder G = erzielte Tore; V oder A = erzielte Assists; Pkt oder Pts = erzielte Scorerpunkte; SM oder PIM = erhaltene Strafminuten; +/− = Plus/Minus-Bilanz; PP = erzielte Überzahltore; SH = erzielte Unterzahltore; GW = erzielte Siegtore; 1 Play-downs/Relegation; Kursiv: Statistik nicht vollständig)